# 폴린 랑비에
폴린 랑비에(프랑스어: Pauline Ranvier, 1994년 4월 14일~)는 프랑스의 펜싱 선수로 주 종목은 플뢰레이다. 2020년 하계 올림픽 여자 플뢰레 단체전에서 은메달을 획득했고 세계 선수권 대회에서 은메달 2개, 동메달 4개를 획득했다.